# Juge de l'action, juge de l'exception
 (juillet 2011).
Si vous disposez d'ouvrages ou d'articles de référence ou si vous connaissez des sites web de qualité traitant du thème abordé ici, merci de compléter l'article en donnant les références utiles à sa vérifiabilité et en les liant à la section « Notes et références ».
En droit français, l'adage « juge de l'action, juge de l'exception » résume le principe selon lequel le juge qui est compétent pour juger une action en justice est compétent également pour se prononcer sur l'exception qui lui est opposée, même si la question posée par l'exception devrait relever d'un autre juge. 
Ce principe est surtout appliqué en procédure pénale, mais avec des limites et des cas particuliers. En principe, le juge pénal peut statuer sur des questions de droit civil et de droit administratif posées par une infraction pour laquelle il est saisi. Lorsque le juge de l'action est juge de l'exception, des normes particulières se substituent au droit commun de l'exercice des compétences. 
Toutefois, ces questions peuvent être trop complexes et nécessiter un examen approfondi. Le juge pénal posera alors une question préjudicielle au juge civil ou au juge administratif. Ce mécanisme retardera sa décision pénale.

## La règle

### Justification de la règle
Cette dérogation aux règles de compétence communes se justifie par une bonne administration de la justice. Surseoir à statuer pour chaque question ralentirait considérablement les juridictions. De plus, le juge doit pouvoir apprécier lui-même tous les éléments d'une décision pour être plus efficace. 

### Sens de cette règle
Un exemple simple illustre l'utilité de cette règle. Un juge saisi d'un délit d'abus de confiance devra se prononcer sur la nature du lien entre l'accusé et la victime. S'agit-il d'une donation ou d'un contrat de vente comme le prétend le premier ou d'une chose remise à titre de dépôt ou de gage comme le prétend le second ? De même, il faudra contrôler les liens matrimoniaux en cas de délit de bigamie, si l’accusé prétend ne pas être marié. Dans ces cas, la règle « juge de l'action, juge de l'exception » est posée par l'article 384 du code de procédure pénale : « Le tribunal saisi de l'action publique est compétent pour statuer sur toutes les exceptions proposées par le prévenu... ». 

## Exceptions à la règle
Les exceptions préjudicielles au jugement, qualifiées également de questions préjudicielles au jugement imposent le sursis à statuer. Il n'est pas certain que l'exception préjudicielle puisse être soulevée devant le juge d'instruction. 
Pour que le sursis s'impose au juge, il faut (Article 386 du code de procédure pénale) : 
- que la question préjudicielle ait été invoquée par le prévenu avant toute défense au fond ;
- que la juridiction compétente en cette matière n'ait jamais été saisie ;
- qu'elle soit fondée sur des titres ou des faits de nature à faire disparaître l'infraction.